# Dorylus nigricans
Dorylus nigricans é uma espécie de formiga do gênero Dorylus.